# Estrup
Estrup ist ein Ortsteil der Gemeinde Großsolt im Kreis Schleswig-Flensburg in Schleswig-Holstein.

## Lage
Estrup liegt nordöstlich des Hauptortes der Gemeinde, Großsolt, und westlich von Kollerup. Die Stadt Flensburg liegt ungefähr 10 Kilometer weiter nördlich entfernt. Estrup ist ein landwirtschaftlich geprägtes Dorf, mit mehreren Wohnhäusern und Bauernhöfen, das von Äckern umgeben ist. Es besteht aus einem kompakt gewachsenen nördlichen Siedlungsteil sowie einem südlichen Siedlungsteil, der ebenfalls recht kompakt gewachsenen ist. Eine 500 Meter lange Verbindungsstraße, namens Stiesbergstraße, überwindet den besagten Siedlungsabstand. Eine Straße im nördlichen Siedlungsteil trägt den Namen Estruphof, der offenbar auch als Flurname im Gebrauch ist. Ein Gebietsbereich bei Estrup trägt des Weiteren den Namen Estrupfeld (Estrupmark), wobei dieser Name offenbar auf Karten des Gebietes weniger dokumentiert ist. Ein zu Estrup gehörendes Gebiet, östlich des Dorfes wurden offenbar früher und möglicherweise heute noch „Kloster“ genannt. Bei Estruphof beginnt eine Straße, die zunächst ein Stück nördlich und dann weiter östlich verläuft. An besagter Straße, dem Knooper Weg, liegen mit etwas Abstand einige weiter Häuser, „Estrupknoop“ genannt.

## Geschichte

### Anfänge
Das Suffix -(t)rup des Ortsnamens weist darauf hin, dass es sich bei der Siedlung um ein Dorf handelt. Bei „Es(t)-“ handelt es sich vermutlich um Personennamen. Möglicherweise war ein „Es(t)i“ der Gründer des Dorfes „Estrup“.
Estrup gehörte offenbar schon seit Jahrhunderten zum Kirchspiel von Großsolt. Wie die anderen umliegenden Dörfer gehörte es ursprünglich zur Uggelharde. 1867 wurde Kollerup offenbar zu einer Landgemeinde des Kreises Flensburg-Land. Der  Offizier und Topograph Johannes von Schröder beschrieb in den 1830er Jahren das Dorf Estrup mit folgenden Worten: „[...] enthält 2 Vollhufen, 4 Halbhufen, 2 Viertelhufen [...], 5 Kathen [...] und 3 Instenstellen; einige Häuser östlich vom Dorfe heißen Kloster; in dem Dorfe selbst wohnt der Hardesvogt der Uggelharde, dessen Wohnung sich auszeichnet. Handwerker (1834): 1 Schuster, 1 Schneider und 2 Weber. Schule (35 Kinder).“ Hinsichtlich des benachbarten Dorfes Kollerup erwähnte Schröder zeitgleich, dass es zum Schuldistrikt Estrup gehörte.

### Zum Ende des Zweiten Weltkrieges
Zum Ende des Zweiten Weltkrieges, noch im April 1945, waren in der Estruper Schule sowie im nahgelegenen Kollerup 100 junge Rekruten stationiert. Die sechzehn bis siebzehnjährigen Jungen sollten in einer raschen Ausbildung auf den Kriegseinsatz vorbereitet werden. Betreut wurden einige der Schüler offenbar auch von der Lehrerfamilie Westergaard im einklassigen Estruper Schulhaus. In ihrer Freizeit spielten die Jugendlichen auf dem Schulhof. Hin und wieder kamen offenbar Mütter der Jugendlichen zu Besuch. Ende April wurde die aufgestellte Einheit aus Jugendlichen abkommandiert, ihr Verbleib ist unklar. Anfang Mai siedelte sich übrigens die letzte Reichsregierung unter Karl Dönitz im zehn Kilometer entfernten Flensburg-Mürwik an. Im benachbarten Kollerup wurde gleichzeitig das Hauptquartier der Heeresgruppe Nordwest eingerichtet.

### Seit der Nachkriegszeit
Im Oktober 1946 wurden in Estrup 356 Einwohner gezählt. Zu dieser Zeit dürte zu den Einwohnern auch eine ganze Zahl von Flüchtlingen gezählt worden sein.
1947/48 wurde Estrup der Status einer Gemeinde des Kreises Flensburg-Land zugesprochen. In den 1960er Jahren wurde die Dorfschule geschlossen. Die Gemeinde Estrup bestand bis zum Ende der 1960er Jahre. Am 15. Februar 1970 wurde Estrup zu Großsolt eingemeindet.
Estrup ist in den letzten Jahrzehnten, genauso wie das benachbarten Kollerup, baulich offenbar nicht gewachsen. Auch wurde es baulich offensichtlich, genauso wie Kollerup, weniger stark modernisiert, als die übrigen Ortschaften der Gemeinde Großsolts. Die Optik des Dorfes zeichnet sich bis heute durch alte landwirtschaftliche Betriebe mit alten Baumbeständen aus.

## Verschiedenes
- Der Satruper Kirchendiener Hermann Jacobsen, der am 13. Dezember 1890 in Estrupfeld geboren wurde, wurde in der NS-Zeit von einer Satruper Frau „aus persönlicher Rachsucht“ denunziert. Jacobsen wurde vom Volksgerichtshof 1944 zum Tode verurteilt und im Zuchthaus Brandenburg-Görden am 17. Juli 1944 hingerichtet. Die Denunziantin erhielt nach dem Krieg eine dreijährige Gefängnisstrafe.[19][20]
- Die Feuerwehr Estrup-Kollerup befindet sich im Knooper Weg 3.[18]